# Монархический клуб

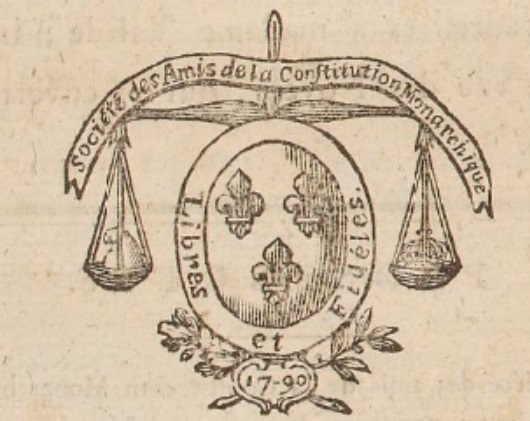

Монархический клуб (фр. Club Monarchique) — французский политический клуб времён революции; составился из обломков Клуба 1789 г. и Клуба беспристрастных; носил имя Общества друзей монархической конституции. 
Первыми его членами были Клермон-Тоннер и Малуэ. Клуб стремился снискать себе расположение народа благотворительностью, для чего в 48 секциях Парижа держал эмиссаров, на обязанности которых лежало договариваться с полицейскими комиссарами относительно распределения хлеба, одежды и денег между бедными каждой секции. По просьбе секции обсерватории, где собиралось общество, муниципалитет издал приказ о прекращении его действий. Члены его с новой энергией принялись за пропаганду, но народ собрался у отеля Клермон-Тоннера, где находились главные члены Клуба, и грозил разрушить отель. 
Эмблемой Монархического клуба были весы, находящиеся в полном равновесии: на одной из чашек этих весов находилось изображение богини Свободы, на другой — богини Франции. Клуб имел сношения со всеми антиреволюционными обществами в департаментах и всюду основывал клубы друзей мира и друзей короля.